# Шприцер
Шприцер (от немецкого Spritzer — «брызги», «капли») — это напиток, состоящий из вина, разбавленного газированной водой или содовой. Он широко распространён в странах Центральной Европы, таких как Германия, Австрия, Венгрия и др., а также в некоторых англоязычных странах, где может подаваться как летний освежающий напиток.

## История

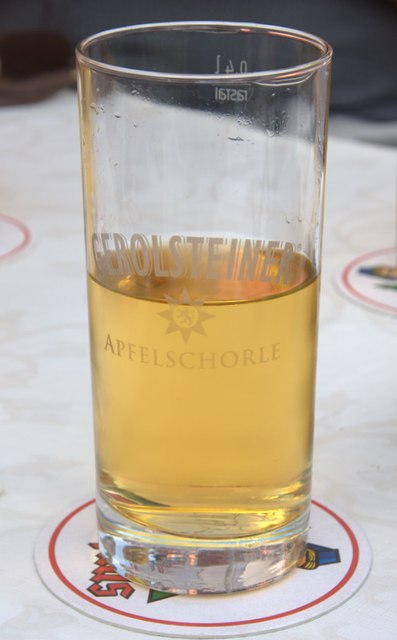
Апфельшорле

Происхождение напитка восходит к 19 веку и связано с Центральной Европой, особенно с Австрией и Германией. Название «шприцер» происходит от немецкого глагола spritzen — «брызгать». Изначально напиток создавался для того, чтобы сделать вино более лёгким и освежающим, особенно в жаркую погоду.

## Вариации
В разных странах существуют свои разновидности шприцера:
Германия и Австрия: классический Weißweinschorle (белое вино с минеральной водой) или Rotweinschorle (красное вино с минеральной водой).
Венгрия: напиток известен как fröccs, существует множество вариантов, в зависимости от пропорций вина и воды (например, kisfröccs, nagyfröccs и т. д.).
Италия: аналогом можно считать spritz, особенно популярный Aperol Spritz, хотя он содержит также аперитив.
Англоязычные страны: под white wine spritzer обычно понимают смесь белого вина с содовой или газированной водой, иногда с добавлением льда и цитрусов.

## Способ приготовления
Стандартной пропорции не существует, однако классическое соотношение — 1:1 (одна часть вина и одна часть газированной воды). Напиток обычно подаётся в бокале с ножкой, иногда с кубиками льда. Допустимы добавления дольки лимона или лайма.

## Популярность
Шприцер популярен как лёгкий и низкоалкогольный напиток. Его часто выбирают летом и во время пикников, поскольку он хорошо утоляет жажду и менее опьяняющий по сравнению с чистым вином. В некоторых странах напиток ассоциируется с определёнными возрастными или социальными группами.
См. также
- Шорле
- Вино
- Сангрия